# Silene koreana
Silene koreana är en nejlikväxtart som beskrevs av Vladimir Leontjevitj Komarov. Silene koreana ingår i släktet glimmar, och familjen nejlikväxter. Inga underarter finns listade i Catalogue of Life.